# Stoezjytsja
De Oekraïense plaats Stoezjytsja (Oekraïens: Стужиця; Russisch: Стужица) is gelegen in de rajon Velykobereznjansky van de oblast Transkarpatië. Hemelsbreed ligt Stoezjytsja op een afstand van 51 km van de regionale hoofdstad Oezjhorod.

## Omgeving
Stoezjytsja is de plaats in Oekraïne die het dichtst bij het drielandenpunt van Oekraïne, Slowakije en Polen ligt. Het drielandenpunt wordt bepaald door de bergtop Kremenets (1.221 m) en kan bereikt worden door de wandelroute met de rode streep te volgen. Het gedeelte ten noorden van het dorp, waar de wandelroute doorheen loopt bestaat uit maagdelijke, nagenoeg onaangeraakte beukenbossen en staat bekend onder de naam Stoezjytsja-Oezjok. Stoezjytsja-Oezjok is een onderdeel van UNESCO's werelderfgoedinschrijving «Oude en voorhistorische beukenbossen van de Karpaten en andere regio's van Europa».

## Bijzondere objecten
In het dorp zelf staan twee monumentale zomereiken (Quercus robur), genaamd "Dido" en "Tsjempion". De twee behoren tot de oudste eiken van Oekraïne. Ook is er een historische houten kerk te aanschouwen.

## Galerij

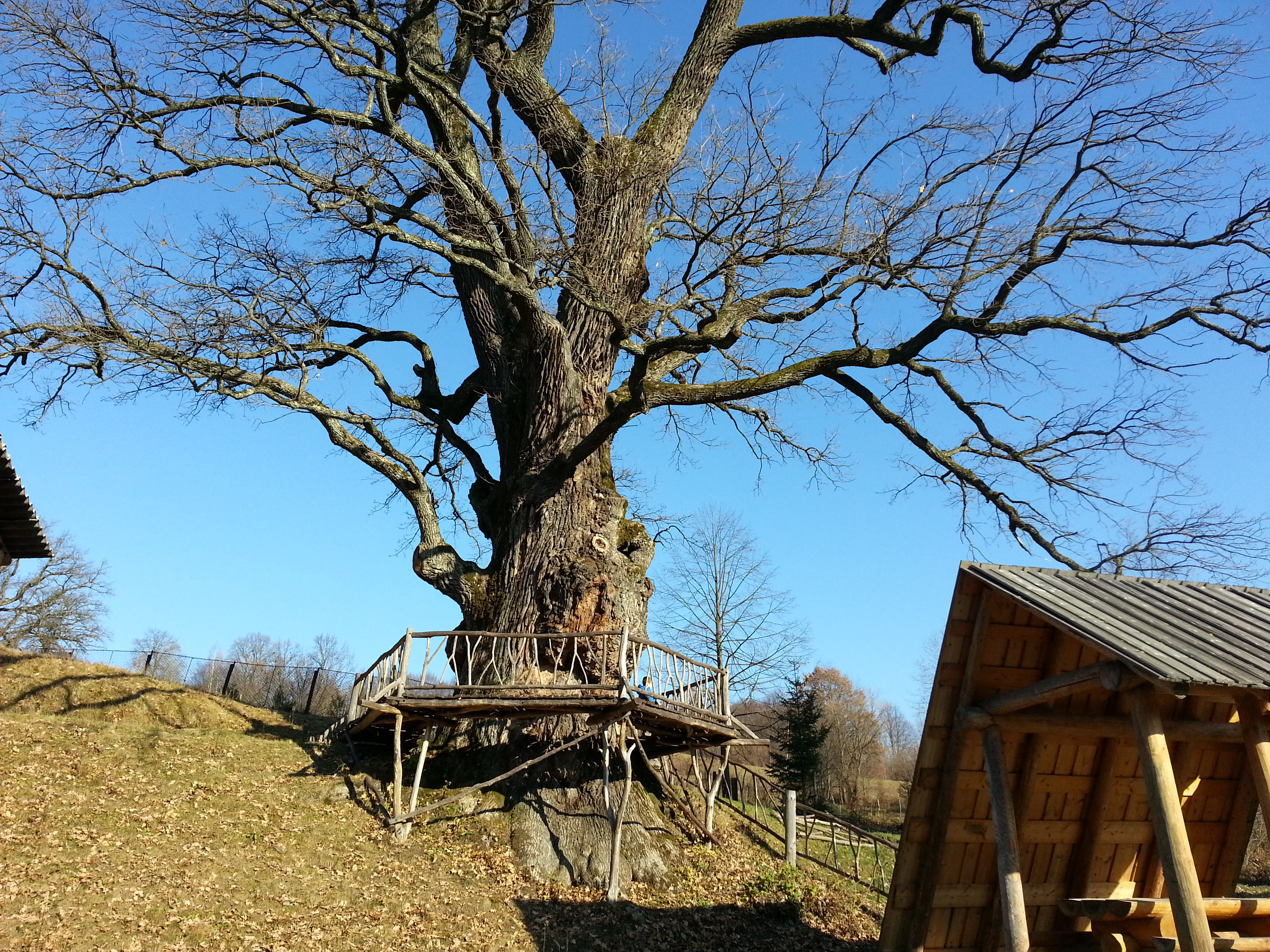
De monumentale zomereik "Dido"
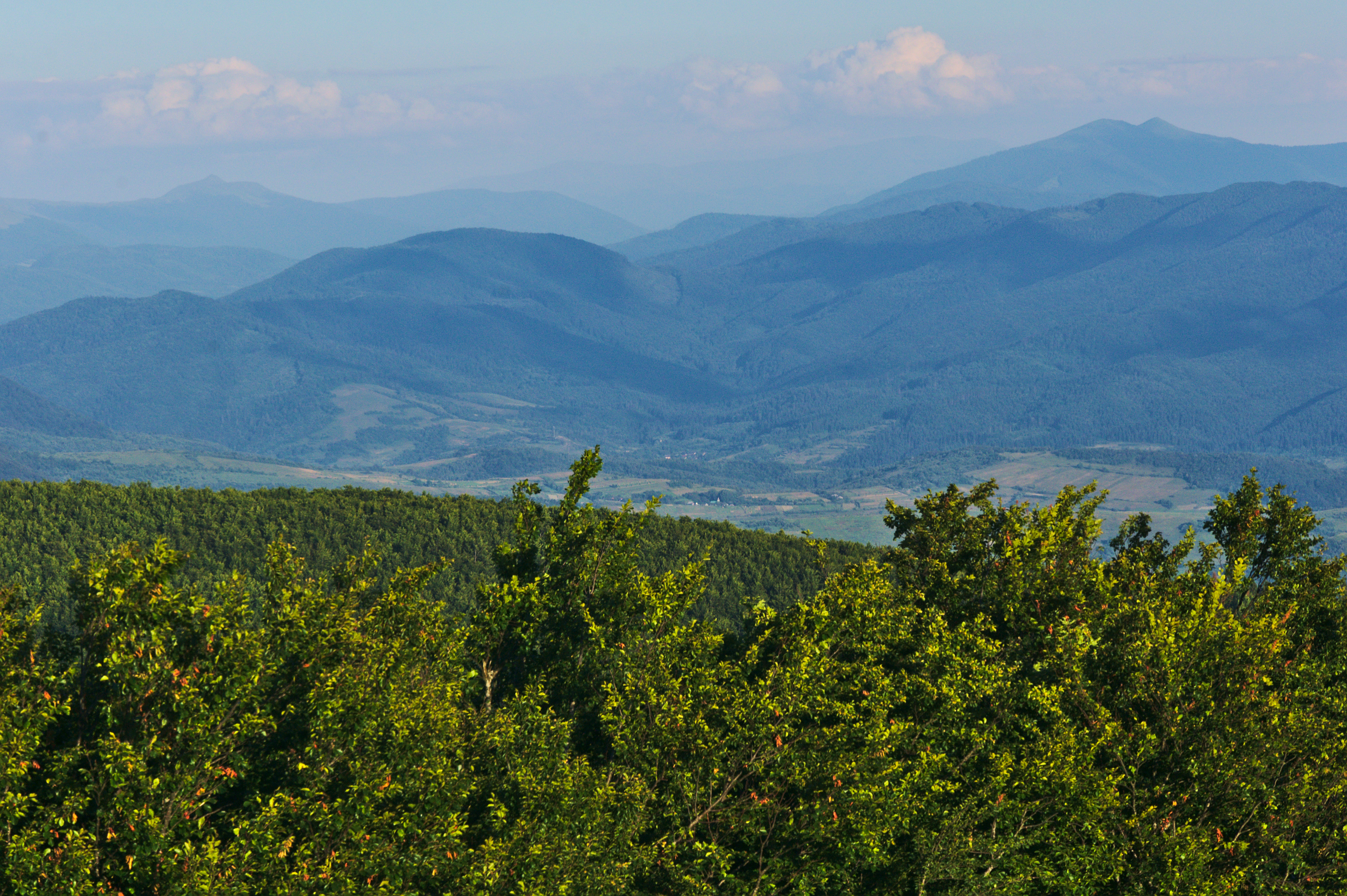
Stoezjytsja dorp vanaf de top van Kamenná lúka